# Česká Liga Amerického Fotbalu 2018
La Česká Liga Amerického Fotbalu 2018, detta anche Bitters Liga 2018 per ragioni di sponsorizzazione, è la 25ª edizione del campionato di football americano di primo livello, organizzato dalla ČAAF.

## Squadre partecipanti
| Club                  | Città     | Stadio | Sponsor ufficiale | Risultato nella stagione 2017 |
| --------------------- | --------- | ------ | ----------------- | ----------------------------- |
| Brno Alligators       | Brno      |        |                   |                               |
| Brno Sigrs            | Brno      |        |                   |                               |
| Ostrava Steelers      | Ostrava   |        | Aquaponik         |                               |
| Pardubice Stallions   | Pardubice |        |                   |                               |
| Pilsen Patriots       | Plzeň     |        |                   |                               |
| Prague Lions          | Praga     |        |                   |                               |
| Prague Black Panthers | Praga     |        |                   |                               |

## Stagione regolare

### Calendario

#### 1ª giornata
| Žižkov 1º aprile 2018, ore 14:00 | Prague Black Panthers | 48 – 0 (0-0 17-0 21-0 10-0) referto | Prague Lions | (1118 spett.)\| Arbitro: \| Gazdík \| |
| Arbitro:                         | Gazdík                |                                     |              |                                       |

#### 2ª giornata
| Plzeň 7 aprile 2018, ore 13:00 | Pilsen Patriots | 19 – 55 (0-14 13-14 6-20 0-7) referto | Prague Lions | Bolevec (217 spett.)\| Arbitro: \| Rybář \| |
| Arbitro:                       | Rybář           |                                       |              |                                             |

| Brno 8 aprile 2018, ore 14:00 | Brno Sigrs | 13 – 19 (0-0 7-10 0-0 6-9) referto | Brno Alligators | Sportovní areá Ondreje Sekory (554 spett.)\| Arbitro: \| Gazdík \| |
| Arbitro:                      | Gazdík     |                                    |                 |                                                                    |

| Pardubice 8 aprile 2018, ore 14:00 | Pardubice Stallions | 20 – 21 (7-0 13-0 0-8 0-13) referto | Ostrava Steelers | Letní stadion (320 spett.)\| Arbitro: \| Janhuba \| |
| Arbitro:                           | Janhuba             |                                     |                  |                                                     |

#### 3ª giornata
| Ostrava 15 aprile 2018, ore 15:00 | Ostrava Steelers | 6 – 23 (0-3 3-0 3-7 0-13) referto | Prague Lions | Poruba (455 spett.)\| Arbitro: \| Gazdík \| |
| Arbitro:                          | Gazdík           |                                   |              |                                             |

| Pardubice 15 aprile 2018, ore 15:00 | Pardubice Stallions | 14 – 6 (0-0 7-0 7-6 0-0) referto | Pilsen Patriots | Letní stadion (273 spett.)\| Arbitro: \| Rybář \| |
| Arbitro:                            | Rybář               |                                  |                 |                                                   |

#### 4ª giornata
| Brno 21 aprile 2018, ore 14:00 | Brno Alligators | 3 – 49 (0-21 3-14 0-7 0-7) referto | Prague Black Panthers | Sportovní areá Ondreje Sekory (160 spett.)\| Arbitro: \| Gazdík \| |
| Arbitro:                       | Gazdík          |                                    |                       |                                                                    |

| Praga 21 aprile 2018, ore 14:00 | Prague Lions | 57 – 0 (21-0 20-0 7-0 9-0) referto | Pilsen Patriots | Hostivař (253 spett.)\| Arbitro: \| Kriesman \| |
| Arbitro:                        | Kriesman     |                                    |                 |                                                 |

| Brno 22 aprile 2018, ore 14:00 | Brno Sigrs | 20 – 28 (13-0 7-14 0-6 0-8) referto | Ostrava Steelers | Sportovní areá Ondreje Sekory (273 spett.)\| Arbitro: \| Šimon \| |
| Arbitro:                       | Šimon      |                                     |                  |                                                                   |

#### 5ª giornata
| Plzeň 29 aprile 2018, ore 13:00 | Pilsen Patriots | 14 – 24 (0-0 0-16 14-8 0-0) referto | Brno Alligators | Bolevec (145 spett.)\| Arbitro: \| Rybář \| |
| Arbitro:                        | Rybář           |                                     |                 |                                             |

| Pardubice 29 aprile 2018, ore 15:00 | Pardubice Stallions | 0 – 42 (0-22 0-6 0-6 0-8) referto | Brno Sigrs | Letní stadion (217 spett.)\| Arbitro: \| Janhuba \| |
| Arbitro:                            | Janhuba             |                                   |            |                                                     |

| Praga 1º maggio 2018, ore 15:00 | Prague Black Panthers | 42 – 3 (21-0 7-3 7-0 7-0) referto | Ostrava Steelers | Uhelné sklady (287 spett.)\| Arbitro: \| Kroulík \| |
| Arbitro:                        | Kroulík               |                                   |                  |                                                     |

#### 6ª giornata
| Plzeň 5 maggio 2018, ore 13:00 | Pilsen Patriots | 21 – 28 (7-7 7-7 0-0 7-14) referto | Brno Sigrs | Bolevec (132 spett.)\| Arbitro: \| Šimon \| |
| Arbitro:                       | Šimon           |                                    |            |                                             |

| Praga 5 maggio 2018, ore 14:00 | Prague Lions | 51 – 13 (21-7 21-0 9-6 0-0) referto | Brno Alligators | Hostivař (342 spett.)\| Arbitro: \| Janhuba \| |
| Arbitro:                       | Janhuba      |                                     |                 |                                                |

| Praga 6 maggio 2018, ore 15:00 | Prague Black Panthers | 50 – 0 (20-0 27-0 3-0 0-0) referto | Pardubice Stallions | Uhelné sklady (187 spett.)\| Arbitro: \| Rybář \| |
| Arbitro:                       | Rybář                 |                                    |                     |                                                   |

#### 7ª giornata
| Brno 12 maggio 2018, ore 14:00 | Brno Sigrs | 27 – 17 (0-7 12-7 0-3 15-0) referto | Pilsen Patriots | Sportovní areá Ondreje Sekory (190 spett.)\| Arbitro: \| Gazdík \| |
| Arbitro:                       | Gazdík     |                                     |                 |                                                                    |

| Brno 13 maggio 2018, ore 14:00 | Brno Alligators | 0 – 49 (0-20 0-20 0-3 0-6) referto | Prague Lions | Sportovní areá Ondreje Sekory (210 spett.)\| Arbitro: \| Gazdík \| |
| Arbitro:                       | Gazdík          |                                    |              |                                                                    |

| Ostrava 13 maggio 2018, ore 15:00 | Ostrava Steelers | 34 – 23 (13-0 0-10 7-6 14-7) referto | Pardubice Stallions | Poruba (458 spett.)\| Arbitro: \| Janhuba \| |
| Arbitro:                          | Janhuba          |                                      |                     |                                              |

#### 8ª giornata
| Praga 19 maggio 2018, ore 14:00 | Prague Lions | 42 – 34 (19-0 16-12 7-0 0-22) referto | Pardubice Stallions | Hostivař (468 spett.)\| Arbitro: \| Kriesman \| |
| Arbitro:                        | Kriesman     |                                       |                     |                                                 |

| Ostrava 20 maggio 2018, ore 15:00 | Ostrava Steelers | 35 – 0 (14-0 7-0 7-0 7-0) referto | Brno Sigrs | Poruba (417 spett.)\| Arbitro: \| Šimon \| |
| Arbitro:                          | Šimon            |                                   |            |                                            |

| Praga 20 maggio 2018, ore 15:00 | Prague Black Panthers | 50 – 0 (14-0 28-0 8-0 0-0) referto | Brno Alligators | Uhelné sklady (211 spett.)\| Arbitro: \| Kriesman \| |
| Arbitro:                        | Kriesman              |                                    |                 |                                                      |

#### 9ª giornata
| Ostrava 26 maggio 2018, ore 15:00 | Ostrava Steelers | 16 – 20 (0-3 10-7 0-3 6-7) referto | Prague Black Panthers | Poruba (376 spett.)\| Arbitro: \| Gazdík \| |
| Arbitro:                          | Gazdík           |                                    |                       |                                             |

| Plzeň 27 maggio 2018, ore 13:00 | Pilsen Patriots | 0 – 41 (0-0 0-21 0-14 0-6) referto | Pardubice Stallions | Bolevec (80 spett.)\| Arbitro: \| Janhuba \| |
| Arbitro:                        | Janhuba         |                                    |                     |                                              |

#### 10ª giornata
| Brno 2 giugno 2018, ore 15:00 | Brno Sigrs | 7 – 28 (7-21 0-7 0-0 0-0) referto | Prague Lions | Sportovní areá Ondreje Sekory (152 spett.)\| Arbitro: \| Klimeš \| |
| Arbitro:                      | Klimeš     |                                   |              |                                                                    |

| Plzeň 3 giugno 2018, ore 13:00 | Pilsen Patriots | 6 – 49 (6-7 0-21 0-14 0-7) referto | Prague Black Panthers | Bolevec (134 spett.)\| Arbitro: \| Rybář \| |
| Arbitro:                       | Rybář           |                                    |                       |                                             |

| Brno 3 giugno 2018, ore 14:00 | Brno Alligators | 15 – 48 (0-0 9-21 6-7 0-20) referto | Ostrava Steelers | Sportovní areá Ondreje Sekory (252 spett.)\| Arbitro: \| Kriesman \| |
| Arbitro:                      | Kriesman        |                                     |                  |                                                                      |

#### 11ª giornata
| Pardubice 10 giugno 2018, ore 15:00 | Pardubice Stallions | 39 – 27 (6-6 14-0 0-14 19-7) referto | Brno Alligators | Letní stadion (237 spett.)\| Arbitro: \| Šimon \| |
| Arbitro:                            | Šimon               |                                      |                 |                                                   |

| Praga 10 giugno 2018, ore 15:00 | Prague Black Panthers | 53 – 7 (24-0 14-0 7-0 8-7) referto | Brno Sigrs | Uhelné sklady (450 spett.)\| Arbitro: \| Gazdík \| |
| Arbitro:                        | Gazdík                |                                    |            |                                                    |

| Žižkov 10 giugno 2018, ore 19:00 | Prague Lions | 6 – 9 (0-0 6-0 0-3 0-6) referto | Ostrava Steelers | (637 spett.)\| Arbitro: \| Gazdík \| |
| Arbitro:                         | Gazdík       |                                 |                  |                                      |

#### 12ª giornata
| Ostrava 17 giugno 2018, ore 13:00 | Ostrava Steelers | 49 – 7 (21-0 14-0 7-0 7-7) referto | Pilsen Patriots | Poruba (317 spett.)\| Arbitro: \| Janhuba \| |
| Arbitro:                          | Janhuba          |                                    |                 |                                              |

| Pardubice 17 giugno 2018, ore 15:00 | Pardubice Stallions | 7 – 53 (7-10 0-29 0-14 0-0) referto | Prague Black Panthers | Letní stadion (287 spett.)\| Arbitro: \| Hameder \| |
| Arbitro:                            | Hameder             |                                     |                       |                                                     |

| Brno 17 giugno 2018, ore 16:00 | Brno Alligators | 7 – 42 (0-7 7-3 0-19 0-13) referto | Brno Sigrs | Sportovní areá Ondreje Sekory (526 spett.)\| Arbitro: \| Gazdík \| |
| Arbitro:                       | Gazdík          |                                    |            |                                                                    |

#### 13ª giornata
| Brno 23 giugno 2018, ore 16:00 | Brno Alligators | 41 – 12 (14-0 14-0 0-6 13-6) referto | Pilsen Patriots | Sportovní areá Ondreje Sekory (133 spett.)\| Arbitro: \| Rosíval \| |
| Arbitro:                       | Rosíval         |                                      |                 |                                                                     |

| Praga 24 giugno 2018, ore 14:00 | Prague Lions | 12 – 42 (0-7 12-14 0-14 0-7) referto | Prague Black Panthers | Hostivař (620 spett.)\| Arbitro: \| Rybář \| |
| Arbitro:                        | Rybář        |                                      |                       |                                              |

| Brno 24 giugno 2018, ore 15:00 | Brno Sigrs | 33 – 34 (7-0 6-7 6-20 14-7) referto | Pardubice Stallions | Sportovní areá Ondreje Sekory (208 spett.)\| Arbitro: \| Gazdík \| |
| Arbitro:                       | Gazdík     |                                     |                     |                                                                    |

### Classifica
La classifica della regular season è la seguente:
- PCT = percentuale di vittorie, G = partite giocate, V = partite vinte,  P = partite perse, PF = punti fatti, PS = punti subiti

| Pos. | Squadra               | PCT   | G  | V  | N | P  | PF  | PS  |
| ---- | --------------------- | ----- | -- | -- | - | -- | --- | --- |
| 1    | Prague Black Panthers | 1.000 | 10 | 10 | 0 | 0  | 456 | 54  |
| 2    | Ostrava Steelers      | .700  | 10 | 7  | 0 | 3  | 249 | 176 |
| 3    | Prague Lions          | .700  | 10 | 7  | 0 | 3  | 323 | 178 |
| 4    | Brno Sigrs            | .400  | 10 | 4  | 0 | 6  | 219 | 232 |
| 5    | Pardubice Stallions   | .400  | 10 | 4  | 0 | 6  | 212 | 308 |
| 6    | Brno Alligators       | .300  | 10 | 3  | 0 | 7  | 148 | 367 |
| 7    | Pilsen Patriots       | .000  | 10 | 0  | 0 | 10 | 102 | 385 |

## Playoff

### Tabellone
|  | Semifinali | Semifinali            | Semifinali |                  |   | XXV Czech Bowl        | XXV Czech Bowl | XXV Czech Bowl |  |
|  |            |                       |            |                  |   |                       |                |                |  |
|  | 1          | Prague Black Panthers | 63         |                  |   |                       |                |                |  |
|  | 1          | Prague Black Panthers | 63         |                  |   |                       |                |                |  |
|  | 4          | Brno Sigrs            | 0          |                  |   |                       |                |                |  |
|  | 4          | Brno Sigrs            | 0          |                  | 1 | Prague Black Panthers | 30             |                |  |
|  |            |                       |            |                  | 1 | Prague Black Panthers | 30             |                |  |
|  |            |                       | 2          | Ostrava Steelers | 7 |                       |                |                |  |
|  | 3          | Prague Lions          | 2          | Ostrava Steelers | 7 | 24                    |                |                |  |
|  | 3          | Prague Lions          |            |                  |   |                       |                |                |  |
|  | 2          | Ostrava Steelers      | 31         |                  |   |                       |                |                |  |

### Semifinali
| Mariánské Hory 7 luglio 2018, ore 15:00 | Ostrava Steelers | 31 – 24 (3-7 0-7 21-10 7-0) referto | Prague Lions | (580 spett.)\| Arbitro: \| Gazdík \| |
| Arbitro:                                | Gazdík           |                                     |              |                                      |

| Praga 8 luglio 2018, ore 16:00 | Prague Black Panthers | 63 – 0 (27-0 22-0 6-0 8-0) referto | Brno Sigrs | Uhelné sklady (410 spett.)\| Arbitro: \| Gazdík \| |
| Arbitro:                       | Gazdík                |                                    |            |                                                    |

### XXV Czech Bowl
| Vítkovice 14 luglio 2018, ore 19:10 | Prague Black Panthers | 30 – 7 (7-0 9-7 0-0 14-0) referto | Ostrava Steelers | (2211 spett.)\| Arbitro: \| Gazdík \| |
| Arbitro:                            | Gazdík                |                                   |                  |                                       |

## Verdetti
- Prague Black Panthers Campioni della Repubblica Ceca 2018